# Олег и Айна
«Олег и Айна» (латыш. Oļegs un Aina) — художественный телевизионный фильм режиссёра Александра Лейманиса, снятый по заказу Гостелерадио СССР на Рижской киностудии в 1973 году.
Премьера фильма на Центральном телевидении состоялась в 1973 году.

## Сюжет
Действие фильма проходит на одном из крупных рижских предприятий. Фрезеровщик Олег Щербаков, после защиты диплома технического ВУЗа, переходит на инженерную должность в конструкторское бюро. Там он знакомится со своей коллегой Айной, автором проекта реорганизации производства.
Молодые люди испытывают чувство взаимной симпатии, помогают друг другу и встречаются свободными вечерами. Будучи хорошим практиком, Олег делает ряд удачных предложений, но со временем начинает сомневаться в правильности выбранного пути.
Вскоре приходит известие о переоснащении и реконструкции завода, которое должно пройти без сокращения производства. Предприятие в сложившихся условиях должно будет работать не снижая производственной нагрузки, для чего намечено организовать инженерные группы в каждом цехе.
Главная ответственность ложится на вновь организуемый экспериментальный участок, создаваемый по отложенному было проекту Айны. Олег, собравшийся подать заявление об уходе, остаётся и включается в работу над осуществлением поставленной задачи.

## В ролях
- Анатолий Грачёв — Олег
- Лилита Озолиня — Айна
- Улдис Думпис — Эдуард
- Роландс Загорскис — Андрис
- Янис Грантиньш — Петерис
- Александр Боярский — Жарковский
- Эльза Радзиня — мать Айны
- Велта Лине — мать Олега
- Аквелина Ливмане — Илга
- Вайронис Яканс — Гулбис
- Улдис Лиелдиджс — директор завода
- Петерис Лиепиньш — фрезеровщик

## Съёмочная группа
- Авторы сценария: Александр Корин, Николай Розанцев
- Режиссёр-постановщик: Александр Лейманис
- Оператор-постановщик: Марис Рудзитис
- Композитор: Иварс Вигнерс
- Художник-постановщик: Виктор Шильдкнехт
- Звукооператор: Анна Патрикеева
- Режиссёр: В. Озере
- Оператор: И. Хофманис
- Художник по костюмам: Наталия Шапорина
- Художник-гримёр: М. Целма
- Монтажёр: Э. Прейсс
- Редактор: И. Черевичник
- Директор: Л. Лиепиня